# مسح جوي
مقدمة:

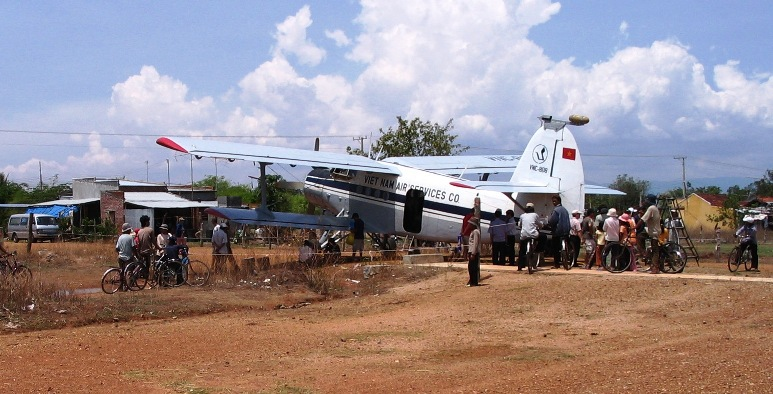

يُعد المسح الجوي تقنية هامة لجمع البيانات عن سطح الأرض بدقة عالية. يستخدم هذا العلم تقنيات متطورة لالتقاط الصور الجوية من طائرات أو أقمار صناعية، ثم تحليلها ومعالجتها لاستخراج معلومات مفصلة عن التضاريس، والميزات الطبيعية، والتركيبات البشرية. تُستخدم هذه المعلومات في مختلف المجالات، مثل:
- تخطيط المدن: يساعد المسح الجوي في تخطيط مدن جديدة وتطوير مدن قائمة، من خلال توفير معلومات عن المساحة المتاحة، والتضاريس، والبنية التحتية.[1]
- إدارة الموارد الطبيعية: يمكن استخدام المسح الجوي لرصد ومراقبة الموارد الطبيعية، مثل الغابات والمياه والنفط، لمساعدة في إدارتها واستخدامها بشكل مستدام.
- الزراعة: يُستخدم المسح الجوي لتقييم صحة المحاصيل واكتشاف الأمراض والآفات، مما يساعد المزارعين على تحسين الإنتاجية.[2]
- الكوارث الطبيعية: يمكن استخدام المسح الجوي لتقييم الأضرار التي تسببها الكوارث الطبيعية، مثل الفيضانات والزلازل، وتقديم المساعدة للمتضررين.
- علم الآثار: يُستخدم المسح الجوي لاكتشاف المواقع الأثرية وتحديد حدودها، ومساعدة علماء الآثار على فهم الماضي.

تقنيات المسح الجوي:
تتعدد تقنيات المسح الجوي، لكن أشهرها تشمل:
- التصوير الفوتوغرافي: يتم استخدام الكاميرات التقليدية لالتقاط صور جوية عالية الدقة.
- التصوير بالأشعة تحت الحمراء: تُستخدم هذه التقنية لالتقاط صور للأرض في طيف الأشعة تحت الحمراء، مما يسمح برصد ظواهر غير مرئية بالعين المجردة، مثل درجات حرارة سطح الأرض.
- التصوير الراداري: تُستخدم هذه التقنية لالتقاط صور للأرض باستخدام موجات الراديو، مما يسمح بالتصوير في أي طقس، حتى في الظلام.
- نظام تحديد المواقع العالمي (GPS): يتم استخدام نظام تحديد المواقع العالمي لتحديد موقع الصور الجوية بدقة عالية.

معالجة البيانات:
بعد التقاط الصور الجوية، يتم معالجتها باستخدام برامج كمبيوترية متطورة لتحويلها إلى خرائط ورسومات ثلاثية الأبعاد. تتضمن عملية المعالجة خطوات متعددة، مثل:
- تصحيح الصور: يتم تصحيح الصور الجوية لإزالة أي تشوهات ناتجة عن عدسة الكاميرا أو حركة الطائرة.
- التقسيم: يتم تقسيم الصور الجوية إلى وحدات أصغر لسهولة معالجتها.
- التصنيف: يتم تصنيف وحدات الصور الجوية حسب نوعها، مثل: الطرق، والمباني، والنباتات، والمياه.
- الاستخلاص: يتم استخراج المعلومات من الصور الجوية، مثل: أبعاد المباني، وارتفاع الأشجار، ومساحة المسطحات المائية.

فوائد المسح الجوي:
يُقدم المسح الجوي العديد من الفوائد، أهمها:
- دقة عالية: يوفر المسح الجوي بيانات عالية الدقة عن سطح الأرض، مما يجعله أداة قيمة للعديد من التطبيقات.
- تغطية واسعة: يمكن للمسح الجوي تغطية مساحات واسعة من الأرض بسرعة وسهولة.
- تكلفة معقولة: أصبحت تقنيات المسح الجوي أقل تكلفة في السنوات الأخيرة، مما يجعلها في متناول العديد من الدول و الهيئات
- القدرة على التكرار: يمكن تكرار المسح الجوي بمرور الوقت لمراقبة التغييرات على سطح الأرض.

خاتمة:
يُعد المسح الجوي أداة قوية لجمع البيانات عن سطح الأرض. تُستخدم هذه التقنية في مختلف المجالات، وتوفر معلومات قيمة للعديد من التطبيقات. مع استمرار تطوير تقنيات المسح الجوي، من المتوقع أن تزداد أهميتها وفائدتها في المستقبل.